# (21372) 1997 TM28
(21372) 1997 TM28 è un asteroide troiano di Giove del campo greco. Scoperto nel 1997, presenta un'orbita caratterizzata da un semiasse maggiore pari a 5,185185 UA e da un'eccentricità di 0,029016, inclinata di 11,056181° rispetto all'eclittica.